# Brulleia tricolor
Brulleia tricolor är en stekelart som beskrevs av Van Achterberg 1983. Brulleia tricolor ingår i släktet Brulleia och familjen bracksteklar. Inga underarter finns listade.